# Prost AP02
O  Prost AP02  é o modelo da Prost da temporada de 1999 da Fórmula 1. O carro foi pilotado na temporada por Olivier Panis e Jarno Trulli.

## Desenvolvimento
Após a dramática temporada de 1998, a Prost decidiu que melhoria algumas questões relativas a seu carro. A equipe trouxe John Barnard como consultor técnico. Barnard havia desenhado a McLaren MP4/2, que levou Niki Lauda ao campeonato de 1984 e Alain Prost ao campeonato de 1985.

## Histórico de Corridas
O carro se mostrou promissor, especialmente quando Jarno Trulli conseguiu terminar no pódio do GP da Europa de 1999. A equipe terminou a temporada na 7ª posição, marcando 9 pontos.

## Resultados
Informações: Stats F1
| Ano  | Chassi | Motor           | Pneus | N° | Pilotos       | 1   | 2   | 3   | 4   | 5   | 6   | 7   | 8   | 9   | 10  | 11  | 12  | 13  | 14  | 15  | 16  | Pontos | Posição |  |
| ---- | ------ | --------------- | ----- | -- | ------------- | --- | --- | --- | --- | --- | --- | --- | --- | --- | --- | --- | --- | --- | --- | --- | --- | ------ | ------- |  |
|      |        |                 |       |    |               | AUS | BRA | SMR | MON | ESP | CAN | FRA | GBR | AUT | GER | HUN | BEL | ITA | EUR | MAL | JAP |        |         |  |
| 1999 | AP02   | Peugeot A18 V10 | B     | 18 | Olivier Panis | Ret | 6   | Ret | Ret | Ret | 9   | 8   | 13  | 10  | 6   | 10  | 13  | 11† | 9   | Ret | Ret | 9      | 7º      |  |
| 1999 | AP02   | Peugeot A18 V10 | B     | 19 | Jarno Trulli  | Ret | Ret | Ret | 7   | 6   | Ret | 7   | 9   | 7   | Ret | 8   | 12  | Ret | 2   | Ret | Ret | 9      | 7º      |  |

† Completou mais de 90% da distância da corrida.